# Peoria (tribù)
I Peoria sono una tribù di nativi americani confederati nel più ampio gruppo denominato Illiniwek.
Dopo essere stati decimati dalle malattie e dalle guerre, i membri delle tribù Kaskaskia, Peoria, Piankeshaw e Wea furono riuniti sotto il nome di Peoria e collocati nel Kansas. Dopo la guerra civile, molte di queste tribù furono quindi spostate in Oklahoma, nella ex Indian Territory. La tribù perse il riconoscimento federale nel 1959 ma lo riottenne nel 1978.
I Peoria parlano un particolare dialetto proprio della Lingua Miami-Illinois. Il termine Peoria deriva dal nome originario nella loro lingua nativa peewaareewa.